# Juicy Salif
Juicy Salif è uno spremiagrumi disegnato da Philippe Starck nel 1988. Prodotto dall'azienda italiana Alessi a partire dal 1990, il suo diametro è di 14 cm, altezza 29 cm, ed è realizzato in alluminio pressofuso e lucidato.
Considerato un'icona dell'industrial design, fa parte delle collezioni permanenti del Triennale Design Museum di Milano e del Museum of Modern Art di New York.

## Descrizione
Juicy Salif è formato da un corpo centrale a forma di goccia rovesciata e da tre gambe poste ad una distanza radiale di 120° l'una dall'altra, con una forma che ricorda quella di un ragno ma è in realtà ispirata a quella di un calamaro. La sua principale caratteristica, rispetto a uno spremiagrumi tradizionale sta nell'assenza di un contenitore in cui raccogliere il liquido, che è sostituito direttamente dal bicchiere.
Lo spremiagrumi è realizzato in un unico pezzo di alluminio pressofuso in seguito lucidato a specchio. Nel 2000, per il decennale, la Alessi ne ha prodotto una versione placcata in oro in edizione limitata da diecimila copie. Per festeggiare il venticinquesimo anno di produzione ne son state prodotte due diverse versioni, una pressofusa interamente in bronzo in un numero limitatissimo di pezzi pari a 299 esemplari e una fusione di alluminio con rivestimento ceramico di colore bianco opaco.